# The Boondock Saints
The Boondock Saints er en canadisk/amerikansk kultfilm fra 1999, skrevet og instrueret af Troy Duffy i hans debutfilm. I hovedrollerne ses Willem Dafoe, Sean Patrick Flanery, Norman Reedus, David Della Rocco og Billy Connolly. Den omhandler de to brødre Connor og Murphy MacManus (Flanery og Reedus), der tager loven i deres egen hånd efter at have dræbt to medlemmer af den russiske mafia i selvforsvar. Efter de får en åbenbaring tager brødrene på en mission sammen med deres bedste ven "Funny Man" Rocco (Rocco), for at udrydde den kriminelle underverden i Boston, under forfølgeles af FBI-agent Paul Smecker (Dafoe).
Duffy havde aldrig skrevet et manuskript før, og han siges at være blevet inspireret af en personlig oplevelse med hans bror Taylor i Los Angeles. Oprindeligt blev det betragtet som et af de mest eftertragtede manuskripter i Hollywood, men filmen havde en vanskelig produktion. Miramax Films droppede projektet i 1997 inden Franchise Pictures købte rettighederne i 1997. Optagelserne begyndte i Boston og Toronto d. 10. august, 1998, og blev afsluttet d. 26. september.
Udgivelsen af The Boondock Saints blev kraftigt påvirket af massakren på Columbine High School, der var foregået blot 2 uger inden prøvevisninger. Blandt bekymringerne var, at filmen ville inspirere folk til at gentage skyderierne, og den fik en begrænset premiere i tre biografer i USA d. 21. januar, 2000. Som følge af dette blev filmen en finansiel fiasko, og den fik dårlige anmeldelser, der skrev at den glorificerede retfærdighed og vold. På trods af dette blev The Boondock Saints en kultfilm via mund-til-mund og video-udgivelse, hvor den endte med at indspille for $50 mio.
I 2006 fik den en succesfuld repremiere i biograferne, hvilket ledte til at en efterfølge med produceret, The Boondock Saints II: All Saints Day (2009), hvor Flanery, Reedus, Connolly og Rocco gentog deres roller, og Dafoe havde en ukrediteret cameo. Der blev også produceret en dokumentarfilm, Overnight (2003), om filmens skabelse. A third film is currently in development, with Flanery and Reedus expected to return.

## Medvirkende
- Willem Dafoe som Paul Smecker, en genial men følelsesmæssigt ustabil FBI-agent, der får opgaven med at opklare de mord som MacManus-brødrene står bag
- Sean Patrick Flanery som Connor MacManus, den ene halvdel af MacManus-tvillingerne. Han har en tatovering på sin venstre hånd, hvor der står "Veritas" ("sandhed" på latin). Han er mere fornuftig og rationel end sin bror, og han forsøger at planlægge deres missioner; han er baserer dog disse planer på plottene i klassiske actionfilm. Connor refererer ofte til John Wayne, Clint Eastwood og Charles Bronson.
- Norman Reedus som Murphy MacManus, den anden halvdel af MacManus-tvillingerne. Han har en tatovering på sin højre hånd, hvor der står "Aequitas" ("retæfrdighed" på latin). Han er mere følelsesladet og hidsig end sin bror; Muprhy viser irritation over sin brors dårlige planer, og han har en større tilpasningsevne i tilspidsede situationer.
- David Della Rocco som David 'The Funny Man' Della Rocco, en af Yakavetta-klanens lejemordere, indtil Papa Joe arrangere, at han skal myrdes. MacManus-tvillingernes loyale ven.
- Billy Connolly som Noah 'Il Duce' MacManus, far til Connor og Murphy, og berømte lejemorder. Han bliver løsladt fra fængslet af Yakavetta for at håndtere tvillingerne og Rocco, men ender i stedet med at hjælpe dem efter han finder ud af hvem de er.
- Bob Marley som Detective David Greenly, marginalt kompetent politibetjent, der er sat til at opklare bandemordene
- David Ferry som Detective "Dolly" Alapopskalius, betjent der arbejder sammen med Greenly og Duffy.
- Brian Mahoney som Detective Duffy, betjent der arbejder sammen med Greenly og Duffy.
- Richard Fitzpatrick som chef for Boston Police Department.
- Carlo Rota som Giuseppe 'Papa Joe' Yakavetta, leder af den magtfulde amerikanske mafia i Boston.
- Ron Jeremy som Vincenzo Lapazzi, Yakavettas højre hånd.
- Carmen DiStefano som Augustus DiStephano, pensioneret gangster, der hjælper Papa Joe med at få Il Duce ud af fængslet. Han er i hemmlighed Smeckers meddeler.
- Gerard Parkes som "Doc" McGinty, ejeren af en irsk pub. Han har tourettes syndrom med koprolali.
- Tom Barnett som irsk våbenhandler, der skaffer våben til MacManus-tvillingerne og Rocco.
- Lauren Piech som Donna, Roccos junkiekæreste.
- Gina Sorell som Rayvie, Donnas junkieven.
- Dick Callahan som Sal, restaurantejer og en Yakavetta-familiens forbindelse. Han bliver dræbt af Rocco i verde over at være blevet forrådt.
- Angelo Tucci som Vinnie, Roccos bekendte og en af hans ofre.
- Sergio Di Zio som Oly, Roccos bekendte der bliver dræbt af Rocco.
- Kevin Chapman som Chappy, en af Papa Joes caporegimer.
- Markus Parilo som syg gangster, en professionel cleaner for Yakavetta-syndikatet og en af The Saints ofre.
- Layton Morrison som Vladdy, russisk mafiasoldat der bliver dræbt af Connor.
- Scott Griffith som Ivan Checkov, russisk mafiasoldat, der bliver dræbt Connor.
- Viktor Pedtchenko som Yuri Petrova, den russiske mafialeder, der bliver den første højt profilerede mafialeder, der bliver dræbt af The Saints.
- Troy Duffy som man på bar på St. Patrick's Day.

## Efterfølger
Efterfølgeren hedder All Saints Day. Den havde premiere 30. oktober 2009 efter flere forsinkelser.
I et interview fra 2009 inden premieren talte instruktøren Duffy og Billy Connolly om, at det var muligt, at det kom en tredje film i serien ved navn Boondock Saints III: Saints Preserve Us. Duffy ville dog først lave nogle flere af sine egne film. I et interview d. 14. september 2012 udtalte Reedus dog, at der ikke var udsigt til en tredje film.
Den 26. februar 2013 udtalte Duffy, at han ville genoptage diskussionen med Norman Reedus og Sean Patrick Flanery om muligheden for en tredje film.